# Список умерших в 879 году

## Апрель
- 10 апреля — Людовик II Заика (32), король Аквитании (под именем Людовик III) (866—879), король Западно-Франкского королевства (Франции), король Лотарингии и король Прованса (877—879) из династии Каролингов[1][2].

## Июнь
- 5 июня — Якуб ибн Лейс (38), основатель династии Саффаридов и первый правитель государства в Систане (861—879).

## Сентябрь
- 3 сентября — Константин, сын и соправитель византийского императора Василия I.

## Ноябрь
- 20 ноября — Аэд Финдлиат, король Айлеха (не позднее 855—879) и верховный король Ирландии (862/863—879)[3].

## Декабрь
- 31 декабря — Берхард, епископ Вердена (870 —879)[4].

## Дата смерти неизвестна или требует уточнения
- Абу-с-Садж Дивдад, военачальник Аббасидского халифата, основатель династии Саджидов[5].
- Анастасий Библиотекарь, антипапа (855), историк и переводчик[6].
- Бодуэн I Железная Рука, первый граф Фландрии (863—879); родоначальник Фландрского дома[7].
- Гебхард, граф Лангау (838—879), граф Веттерау (до 879), фогт Кеттенбаха/Гемюндена, родоначальник династии Конрадинов[8].
- Здеслав, князь Хорватии (864 и 878—879).
- Ландульф II, епископ, а затем князь Капуи (863—879).
- Рюрик, согласно русским летописям, варяг, правитель Северо-Западной Руси, князь и родоначальник русской княжеской, ставшей впоследствии царской, династии Рюриковичей[9][10].
- Салих ибн Ахмад ибн Ханбаль, ханбалитский факих, знаток хадисов, кади города Исфахан.
- Суппо III, герцог Сполето (Суппо II) и граф Камерино (871—876), архиканцлер императора Людовика II[11].
- Финтан из Рейнау, отшельник из Рейнау.